# Héctor Irigoyen
Héctor Juan Irigoyen (21 de diciembre de 1929, Comodoro Rivadavia, Chubut, Argentina) es un exfutbolista y director técnico argentino. Jugaba como delantero.

## Biografía
Delantero, nació el 21 de diciembre de 1929 en Comodoro Rivadavia, actuó para Club Atlético San Telmo en los campeonatos de la "B" de 1957 y 1958, siendo goleador del equipo en el primero de ellos con 16 tantos, presente en ambos torneos en 37 oportunidades, había jugado anteriormente en Defensores de Belgrano, debutó en San Telmo el 6 de abril de 1957 ante Quilmes de visitante, como técnico dirigió a Club Atlético Tigre, Chacarita, Defensores de Belgrano, inferiores de Banfield y L.N.Alem. Fuera del fútbol tenía una mueblería en Urquiza, el 1 de diciembre de 2006 en premio a su trayectoria recibió una placa recordatoria.
- Datos: Q5906222